# Großschirma
Die Stadt Großschirma liegt im Landkreis Mittelsachsen (Sachsen), 7 km nördlich der Kreisstadt Freiberg.

## Geographie

### Geographische Lage
Großschirma liegt in einem Seitental der Freiberger Mulde. Durch den namensgebenden Ortsteil der Stadt, der sich über fast 4 km in West-Ost-Richtung erstreckt und der in der Mitte des 12. Jahrhunderts als Waldhufendorf entstand, verläuft die Bundesstraße 101, über die man in nördlicher Richtung Nossen (13 Kilometer) und in südlicher Richtung Freiberg (8 Kilometer) erreicht. Großschirma liegt in einer Höhenlage von 286 m bis 395 m über NN.

### Stadtgliederung
Zu Großschirma gehören folgende Stadtteile (Stand 31. Dezember 2015):
- Ehemalige Stadt Siebenlehn mit Breitenbach (1.491 Einwohner)
- Großschirma Kern (1.429 Einwohner)
- Großvoigtsberg (683 Einwohner)
- Reichenbach (567 Einwohner)
- Obergruna (488 Einwohner)
- Kleinvoigtsberg (252 Einwohner)
- Hohentanne (248 Einwohner)
- Seifersdorf (310 Einwohner)
- Rothenfurth (273 Einwohner)
- Teichhäuser

## Geschichte

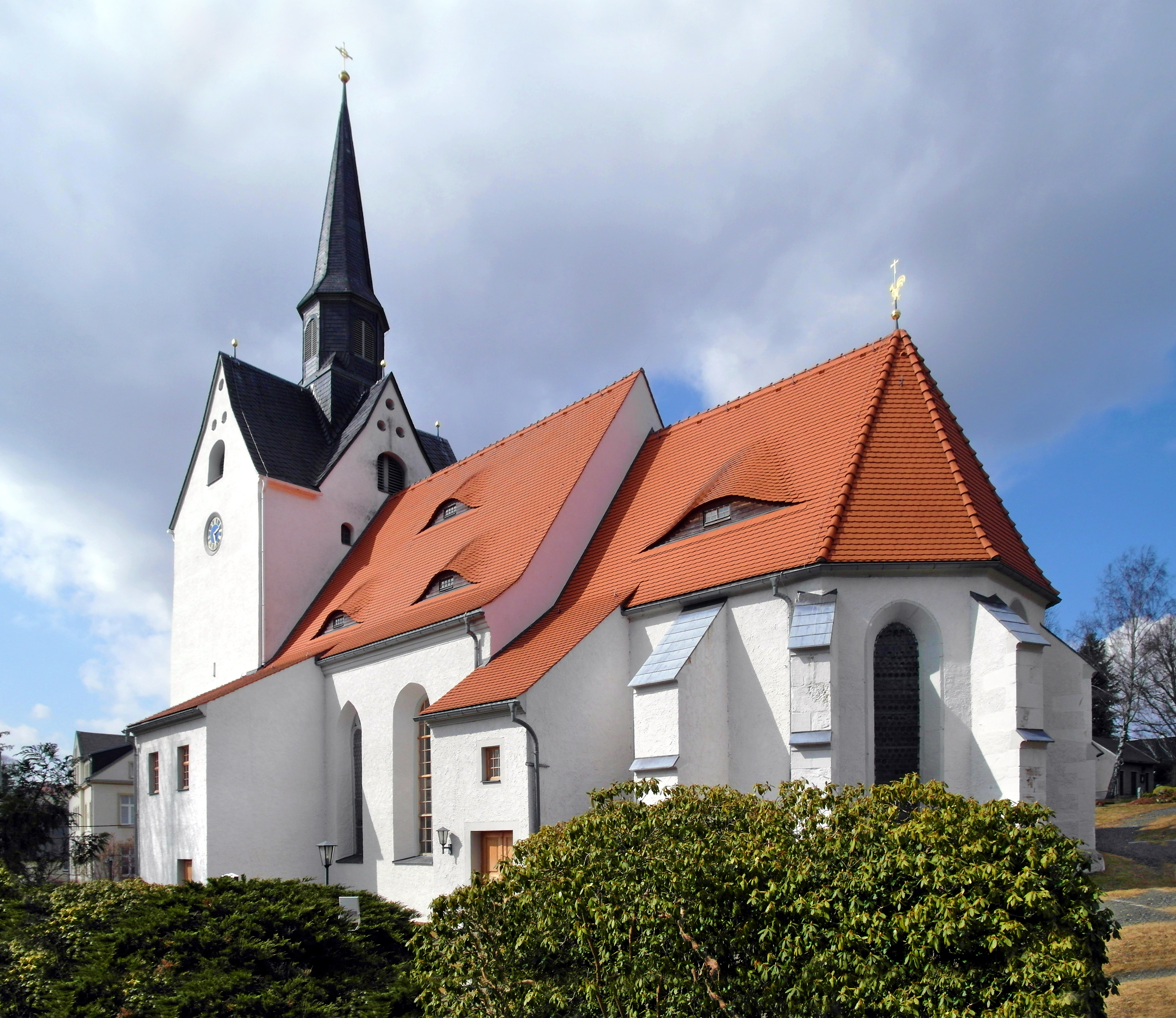
Kirche Großschirma

Großschirma wurde in der Mitte des 12. Jahrhunderts gegründet. Durch Großschirmaer Heimatchronisten wurde die Entstehung auf 956 festgesetzt. Einen Beweis dafür blieben sie trotz eindeutiger Akten- und Forschungslage sowie Hinweisen der Geschichtsforschung bis heute schuldig. Bis zur Reformation gehörte der Ort zum Kloster Altzella. Mit Einführung der Reformation und der Säkularisation des Klosters Altzella kam Großschirma zunächst zum Amt Nossen.
1555 verkaufte Kurfürst August das Dorf Großschirma neben 14 weiteren Dörfern aus dem ehemaligen Klosterbesitz an seinen Kammerrat Ulrich von Mordeisen. Rudolph Mordeisen, einer seiner Söhne, verkaufte Großschirma und wenigstens weitere neun Dörfer des Familienbesitzes im Jahr 1587 an den Kurfürsten Christian. Großschirma lag seitdem wie sein heutiger Ortsteil Seifersdorf bis 1856 im kursächsischen bzw. königlich-sächsischen Kreisamt Freiberg.
Mit dem Beginn des Bergbaues im Freiberger Bergbaurevier begann auch Großschirma vom Aufschwung zu profitieren. Die staatliche Grube Churprinz Friedrich August Erbstolln (kurz auch: Churprinz) unweit des westlichen Muldenufers war gemessen an der Ausbeute eines der reichsten Bergwerke im Freiberger Revier.
Bemerkenswert ist, dass von 1789 bis 1868 das hier geförderte Erz zur Verhüttung auf dem Wasserweg – über den sogenannten Churprinzer Bergwerkskanal – nach Halsbrücke befördert wurde.
Ab 1856 gehörte Großschirma zum Gerichtsamt Freiberg und ab 1875 zur Amtshauptmannschaft Freiberg. Durch die zweite Kreisreform in der DDR kam Großschirma im Jahr 1952 zum Kreis Freiberg im Bezirk Chemnitz (1953 in Bezirk Karl-Marx-Stadt umbenannt), der ab 1990 als sächsischer Landkreis Freiberg fortgeführt wurde und im Jahr 2008 im Landkreis Mittelsachsen aufging.

### Eingemeindungen
Im Jahre 2003 bot die Stadt Siebenlehn wegen finanzieller Probleme an, mit Großschirma zu fusionieren, nachdem die Eingemeindung nach Reinsberg am Veto der Reinsberger Gemeinderäte gescheitert war. Die Stadt hatte sich mit der Erschließung eines Gewerbegebiets übernommen und war von der Zwangsverwaltung bedroht. Die Fusion wurde am 1. September 2003 vollzogen, womit auch das Stadtrecht von Siebenlehn auf Großschirma überging. Es war die erste Eingemeindung einer Stadt in eine Landgemeinde in Sachsen.
| Ehemalige Gemeinde      | Datum      | Anmerkung                      |
| ----------------------- | ---------- | ------------------------------ |
| Breitenbach             | 01.01.1913 | Eingemeindung nach Siebenlehn  |
| Großschirma, Gutsbezirk | um 1922    |                                |
| Großvoigtsberg          | 01.03.1994 |                                |
| Hohentanne              | 01.01.1994 |                                |
| Kleinvoigtsberg         | 01.03.1994 |                                |
| Obergruna               | 01.01.1994 | Eingemeindung nach Siebenlehn  |
| Reichenbach             | 01.01.1999 |                                |
| Rothenfurth             | 01.07.1950 |                                |
| Seifersdorf             | 01.03.1994 | Eingemeindung nach Reichenbach |
| Siebenlehn              | 01.09.2003 |                                |

### Historische Ortsnamen
- 1224: Scirmena[8]
- 1300: Schirma
- 1368: Nickil von der Schirme
- 1410: Gros Schirme
- 1428: major Schiem
- 1435: zcur Grossen Schirme
- 1497: Großschirma
- 1552: Große Schirma
- 1590: Großen Schirm

### Einwohnerentwicklung
- 1552: 62 besessene Mann, 17 Häusler, 122 Inwohner[8]

- 1764: 44 besessene Mann, 12 Gärtner, 21 Häusler[8]

- 1764: 15 besessene Mann, 10 Gärtner[8]

| Jahr          | 1834 | 1871 | 1890 | 1910 | 1925 | 1939 | 1946 | 1950 | 1964 | 1990 |
| ------------- | ---- | ---- | ---- | ---- | ---- | ---- | ---- | ---- | ---- | ---- |
| Einwohnerzahl | 1194 | 1716 | 1749 | 1338 | 1384 | 1492 | 1847 | 2468 | 2125 | 2004 |

Entwicklung der Einwohnerzahl (Stichtag 31. Dezember):
| Jahr | Einwohner |
| ---- | --------- |
| 1998 | 4.212     |
| 1999 | 4.171     |
| 2000 | 4.173     |
| 2001 | 4.149     |
| 2002 | 4.125     |

| Jahr | Einwohner |
| ---- | --------- |
| 2003 | 6.224     |
| 2004 | 6.116     |
| 2005 | 6.123     |
| 2006 | 6.084     |

| Jahr | Einwohner |
| ---- | --------- |
| 2007 | 6.002     |
| 2008 | 5.971     |
| 2009 | 5.929     |
| 2012 | 5.772     |

| Jahr | Einwohner |
| ---- | --------- |
| 2013 | 5.708     |
| 2014 | 5.709     |
| 2015 | 5.721     |
| 2016 | 5.695     |

Quelle: Statistisches Landesamt des Freistaates Sachsen, Stadtverwaltung Großschirma

### Gedenkstätten
- Grabstätten auf dem Ortsfriedhof für zwei namentlich bekannte Personen (einen Mann und eine Frau) aus Polen, die während des Zweiten Weltkrieges nach Deutschland verschleppt und Opfer von Zwangsarbeit in der Pappenfabrik wurden
- Grabstätte und Gedenkplatte von 1975, gestaltet von dem Bildhauer Gottfried Kohl, auf dem Friedhof des Ortsteiles Reichenbach zur Erinnerung an sechs unbekannte jüdische KZ-Häftlinge, die bei einem Todesmarsch im Mai 1945 ums Leben kamen
- Amalie-Dietrich-Höhe in Siebenlehn, Gedenkstein zum Gedenken an die Naturforscherin aus Siebenlehn
- Gedenktafel an der Stelle des Geburtshauses von Amalie Dietrich in Siebenlehn
- Gedenktafel mit Porträt von Otto Altenkirch an der letzten Wirkungsstätte des Siebenlehner Künstlers

## Politik

### Stadtrat
Seit der Stadtratswahl am 9. Juni 2024 verteilen sich die 18 Sitze des Stadtrates folgendermaßen auf die einzelnen Gruppierungen:
- AfD: 9 Sitze
- Unabhängige Bürgervereinigung: 4 Sitze
- Lebenswerte Stadt: 2 Sitze
- CDU: 2 Sitze
- SPD: 1 Sitz

| Sitzverteilung im Stadtrat ab 2024Insgesamt 18 Sitze - SPD: 1 - UBV: 4 - LS: 2 - CDU: 2 - AfD: 9 | Liste                         | 2024   | 2024   | 2019   | 2019   | 2014   | 2014   |
| Sitzverteilung im Stadtrat ab 2024Insgesamt 18 Sitze - SPD: 1 - UBV: 4 - LS: 2 - CDU: 2 - AfD: 9 | Liste                         | Sitze  | in %   | Sitze  | in %   | Sitze  | in %   |
| Sitzverteilung im Stadtrat ab 2024Insgesamt 18 Sitze - SPD: 1 - UBV: 4 - LS: 2 - CDU: 2 - AfD: 9 | AfD                           | 9      | 49,2   | 7      | 32,5   | –      | –      |
| Sitzverteilung im Stadtrat ab 2024Insgesamt 18 Sitze - SPD: 1 - UBV: 4 - LS: 2 - CDU: 2 - AfD: 9 | Unabhängige Bürgervereinigung | 4      | 23,7   | 5      | 24,9   | 7      | 31,6   |
| Sitzverteilung im Stadtrat ab 2024Insgesamt 18 Sitze - SPD: 1 - UBV: 4 - LS: 2 - CDU: 2 - AfD: 9 | Lebenswerte Stadt             | 2      | 11,5   | 1      | 9,3    | –      | –      |
| Sitzverteilung im Stadtrat ab 2024Insgesamt 18 Sitze - SPD: 1 - UBV: 4 - LS: 2 - CDU: 2 - AfD: 9 | CDU                           | 2      | 9,0    | 1      | 9,1    | 5      | 24,4   |
| Sitzverteilung im Stadtrat ab 2024Insgesamt 18 Sitze - SPD: 1 - UBV: 4 - LS: 2 - CDU: 2 - AfD: 9 | SPD                           | 1      | 5,2    | 2      | 11,9   | 2      | 12,3   |
| Sitzverteilung im Stadtrat ab 2024Insgesamt 18 Sitze - SPD: 1 - UBV: 4 - LS: 2 - CDU: 2 - AfD: 9 | Grüne                         | –      | 1,4    | 2      | 11,9   | –      | –      |
| Sitzverteilung im Stadtrat ab 2024Insgesamt 18 Sitze - SPD: 1 - UBV: 4 - LS: 2 - CDU: 2 - AfD: 9 | Freie Liste RB-SD             | –      | –      | 2      | 9,8    | 2      | 12,8   |
| Sitzverteilung im Stadtrat ab 2024Insgesamt 18 Sitze - SPD: 1 - UBV: 4 - LS: 2 - CDU: 2 - AfD: 9 | Linke                         | –      | –      | –      | 2,4    | 1      | 6,2    |
| Sitzverteilung im Stadtrat ab 2024Insgesamt 18 Sitze - SPD: 1 - UBV: 4 - LS: 2 - CDU: 2 - AfD: 9 | SL Sport                      | –      | –      | –      | –      | 1      | 8,8    |
| Sitzverteilung im Stadtrat ab 2024Insgesamt 18 Sitze - SPD: 1 - UBV: 4 - LS: 2 - CDU: 2 - AfD: 9 | RBV                           | –      | –      | –      | –      | –      | 3,9    |
| Sitzverteilung im Stadtrat ab 2024Insgesamt 18 Sitze - SPD: 1 - UBV: 4 - LS: 2 - CDU: 2 - AfD: 9 | Wahlbeteiligung               | 70,7 % | 70,7 % | 68,5 % | 68,5 % | 53,5 % | 53,5 % |

### Bürgermeister
1994 wurde Gerhard Urbansky (FDP) zum Bürgermeister gewählt. 2001 wurde er ohne Gegenkandidaten wiedergewählt. Im Juni 2004 wurde Volkmar Schreiter (FDP) mit 55,5 Prozent zum Bürgermeister gewählt. 2011 wurde er ohne Gegenkandidat wiedergewählt. Bei der Wahl im Juni 2018 konnte sich Schreiter gegen Rolf Weigand (AfD) durchsetzen und wurde mit 59,3 Prozent der gültigen Stimmen im Amt bestätigt. Die Wahlbeteiligung lag bei 66,8 Prozent. Schreiter verstarb am 16. Oktober 2023 durch Suizid infolge von Depressionen, nachdem er am Ort rechten Anfeindungen ausgesetzt war.
Bei der Wahl am 3. März 2024 erhielt das als Einzelkandidat antretende AfD-Mitglied Rolf Weigand 59,4 % der Stimmen. Seine Mitbewerber André Erler (Unabhängige Bürgervereinigung) und Gunther Zschommler (CDU) erhielten 22,3 bzw. 18,2 %. Weigand, der sich an der rechten Kampagne gegen seinen Vorgänger selbst beteiligt hatte, wäre damit nach Tim Lochner in Pirna der zweite AfD-Bürgermeister Sachsens. Die Wahlbeteiligung lag bei 73,9 %. Die Wahl wurde am 12. April 2024 vom Landratsamt Mittelsachsen wegen Wahlrechtsverstößen für ungültig erklärt, weil der Gemeindewahlausschuss den Wahlvorschlag Weigands zur Wahl zuließ, obwohl dessen gesetzlich zwingend vorgeschriebene eigenhändige Unterschrift fehlte. Aufgrund dessen wurde eine Neuwahl angeordnet. Sie fand zeitgleich mit der Landtagswahl am 1. September 2024 statt. Weigand hatte keine Mitbewerber. Bei der Neuwahl am 1. September 2024 erhielt Weigand als Einzelbewerber 82,1 % der Stimmen. Alle weitere Wähler schrieben händisch Personen auf den Wahlzettel (sog. Einzelvorschläge). Gut 15 % der Stimmen waren ungültig. Die Wahlbeteiligung lag bei 76 %.
| Wahl | Bürgermeister     | Vorschlag   | Wahlergebnis (in %) |
| ---- | ----------------- | ----------- | ------------------- |
| 2024 | Rolf Weigand      | Dr. Weigand | 82,1                |
| 2024 | Rolf Weigand      | Dr. Weigand | 59,4 (ungültig)     |
| 2018 | Volkmar Schreiter | FDP         | 59,3                |
| 2011 | Volkmar Schreiter | FDP         | 97,9                |
| 2004 | Volkmar Schreiter | FDP         | 55,5                |
| 2001 | Gerhard Urbansky  | FDP         | 57,5                |
| 1994 | Gerhard Urbansky  | FDP         | 100,0               |

## Kultur und Sehenswürdigkeiten
- siehe auch: Liste der Kulturdenkmale in Großschirma
- Autobahnbrücke Siebenlehn, ehemals höchste Autobahnbrücke Europas
- Altväterbrücke

## Verkehr

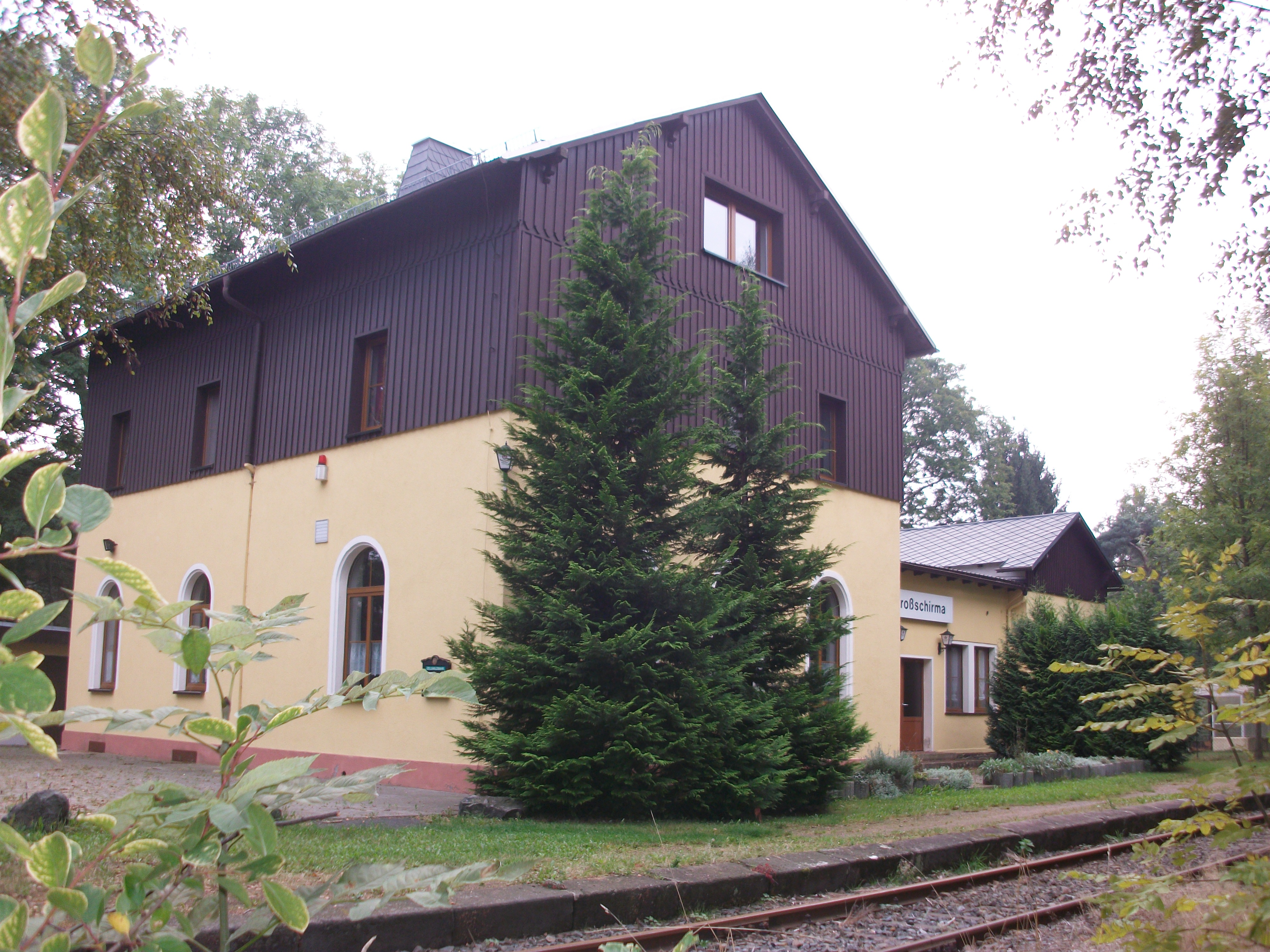
Haltepunkt Großschirma (2016)

Die Stadt ist ins Fernstraßennetz integriert, verfügt über eine Abfahrt Siebenlehn an der Bundesautobahn 4 (A 4) und liegt an der Bundesstraße 101 (B 101). In Siebenlehn befinden sich mehrere Fernbushaltestellen. Die entlang der Bahnstrecke Nossen–Moldau befindlichen Haltepunkte werden jährlich von Sonderfahrten angefahren. Die alten Bahnhöfe in Großvoigtsberg und Großschirma sind erhalten und werden von Vereinen gepflegt. Außerdem wird vom Klosterbezirk Altzella ein Wander- und Radwegenetz gepflegt, das in die europäischen Fernwanderrouten integriert ist.

## Persönlichkeiten
Siehe auch: Persönlichkeiten von Siebenlehn, Persönlichkeiten von Großvoigtsberg, Persönlichkeiten von Kleinvoigtsberg, Persönlichkeiten von Reichenbach

### Söhne und Töchter der Stadt
- Michael Schlothauer (1943–2022), Generalmajor der NVA
- Friedrich Kaden (1928–1993), Buchautor und Lehrer

### Mit dem Ort verbundene Persönlichkeiten
- Ulrich von Mordeisen (1519–1572), sächsischer Politiker und Diplomat